# Cerastis tenebrifera
Cerastis tenebrifera är en fjärilsart som beskrevs av Walker 1865. Cerastis tenebrifera ingår i släktet Cerastis och familjen nattflyn. Inga underarter finns listade i Catalogue of Life.